# Хопог
Хопог (на английски: Hauppauge) е селище в окръг Съфък, щат Ню Йорк, Съединени американски щати. Намира се на остров Лонг Айлънд, на 80 km западно от центъра на град Ню Йорк. Населението му е 20 882 души (по данни от 2010 г.).
В Хопхог е родена певицата Кендис Найт (р. 1971).